# Henric al III-lea al Franței
Henric al III-lea (în franceză Henri III, în poloneză Henryk) (n. 19 septembrie 1551, Fontainebleau, Île-de-France, Franța – d. 2 august 1589, Saint-Cloud, Île-de-France, Franța) din dinastia Valois a fost rege al Franței între 1574 - 1589 și Rege al Poloniei între 1573 și 1574 cu titlul de Henric de Valois.

## Primii ani

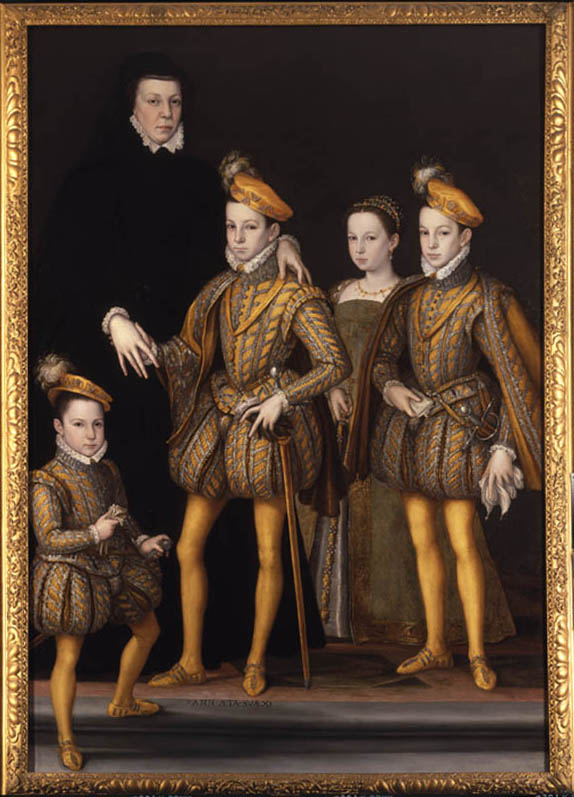
Caterina cu fiii săi: regele Carol al IX-lea, Margareta, Henric de Anjou și Francisc de Alençon, circa 1561

Henric s-a născut la Castelul de la Fontainebleau, actualmente în departamentul Seine-et-Marne, și a fost cel de al patrulea fiu al regelui Henric al II-lea și al reginei Caterina de Medici. A fost nepot al regelui Francisc I al Franței și a reginei Claude a Franței. Frații lui mai mari au fost: Francisc al II-lea al Franței, Carol al IX-lea al Franței și Elisabeta de Valois.  La naștere a fost botezat Alexandre-Édouard; în 1560 a fost numit Duce de Angoulême și Duce de Orléans, apoi în 1566 Duce de Anjou iar în 1564 numele lui i-a fost schimbat în Henric (numele tatălui său).
Henric a fost considerat de către mama sa ca fiind fiul său favorit, lucru ce i-a atras animozitatea fraților mai mari. Spre deosebire de tatăl și frații mai mari, el nu era interesat de valorile tradiționale Valois: vânătoarea și exercițiile fizice. Deși avea abilități la scrimă el a preferat să se complacă în gusturile sale pentru artă și lectură. Aceste înclinații au fost atribuite de la mama lui italiană. La un moment dat în tinerețe a arătat o tendință spre protestantism ca un mijloc de a se răzvrăti. La vârsta de nouă ani, autonumindu-se "un mic hughenot", el a refuzat să participe la Liturghie, a cântat psalmi protestanți surorii sale Margareta (îndemnând-o în tot acest timp să-și schimbe religia și i-a aruncat cartea în foc), și chiar a mușcat de nas o statuie a Sfântului Pavel. Mama lui și-a avertizat ferm copii împotriva unui astfel de comportament, și el nu va mai arăta din nou tendințe protestante. În schimb, el a devenit romano-catolic.

### Sexualitate
Rapoarte care datează de pe timpul său arată că Henric s-a angajat în relații homosexuale cu favoriți de la curte, cunoscuți ca mignons. Savantul Louis Crompton oferă dovezi contemporane substanțiale a homosexualității lui Henric al III-lea, și problemele care au rezultat la curte și în politică. Unii istorici moderni contestă acest lucru. Jean-Francois Solnon, Nicolas Le Roux, and Jacqueline Boucher au constatat că Henric a avut mai multe metrese faimoase, fiind bine cunoscut pentru gustul său la femei frumoase, și că nu fost identificați parteneri de sex masculin. Ei au ajuns la concluzia că ideea că el era homosexual a fost promovată de adversarii săi politici (atât protestanți cât și catolici), care au folosit antipatia lui față de război și de vânătoare pentru a-l descrie ca efeminat și să-i submineze reputația în fața poporului francez.
Totuși, cel mai recent, Gary Ferguson a oferit o evaluare detaliată a lui Henric al III-lea și a curții sale, în contextul unei discuții pe problema homosexualității în Renașterea franceză, și a găsit interpretările lor neconvingătoare. În contrast, Katherine Crawford subliniază că problemele reputației lui Henry au fost cauzate de eșecul său de a produce un moștenitor și prezența puternicei lui mame la curte, combinat cu insistența dușmanilor săi de a pune semn egal între patronaj cu favoritism și lux cu decadența.

### Elisabeta
În 1570 au început discuțiile pentru a aranja căsătoria dintre Henric și regina Elisabeta I a Angliei. Anglia aștepta de la Elisabeta, care avea aproape 37 de ani, să se căsătorească și să aibă un moștenitor. Negocierile au eșuat. Șansele unei căsătorii s-au lovit de diferite viziuni religioase (Henric era catolic, Elisabeta protestantă) și de opinia lui asupra Elisabetei. Henric face referire nedelicate la Elisabeta ca putain publique (curvă publică) și a făcut remarci înțepătoare cu privire la diferența lor de vârstă. Auzind (inexact), că ea șchioapătă din cauza varicelor, el a numit-o "creatură bătrână cu un picior nenorocit". Istoricii consideră că mai degrabă Elisabeta a vrut să stârnească preocuparea Spaniei cu aceste negocieri de căsătorie decât să ia în serios căsătoria.

### Războaiele religioase
Înainte de urca pe tronul Franței în 1574, Henric a servit ca lider al armatei regale în Războaiele religioase din perioada 1562-1598 împotriva hughenoților și a luat parte la victoriile din Bătălia de la Jarnac (martie 1569) și Bătălia de la Moncontour (octombrie 1569). 
În timp ce era încă Duce de Anjou, el a devenit, de asemenea, implicat în complotul din Noaptea Sfântului Bartolomeu din 1572. Deși Henric nu a participat direct, istoricul Thierry Wanegffelen îl vede ca membrul familiei regale cel mai responsabil pentru masacru, care a implicat uciderea a mii de hughenoți. Domnia lui Henric al III-lea ca rege al Franței, ca și cele ale fraților săi mai mari Francisc al II-lea și Carol al IX-lea, pune Franța în criză constantă de religie.
Henric a continuat să aibă un rol activ în războaiele religioase franceze și în 1572/1573 a condus asediul de la La Rochelle, un atac militar masiv asupra orașului hughenot. La sfârșitul lunii mai 1573, Henric a aflat că szlachta poloneză l-a ales ca rege al Poloniei, o țară cu o mare minoritate protestantă și considerațiile politice l-au obligat să negocieze sfârșitul asediului. Negociatorii au ajuns la un acord la 24 iunie 1573 și trupele catolice au încheiat asediul la 6 iulie 1573.

## Domnia polonezo-lituaniană (1573–1574)

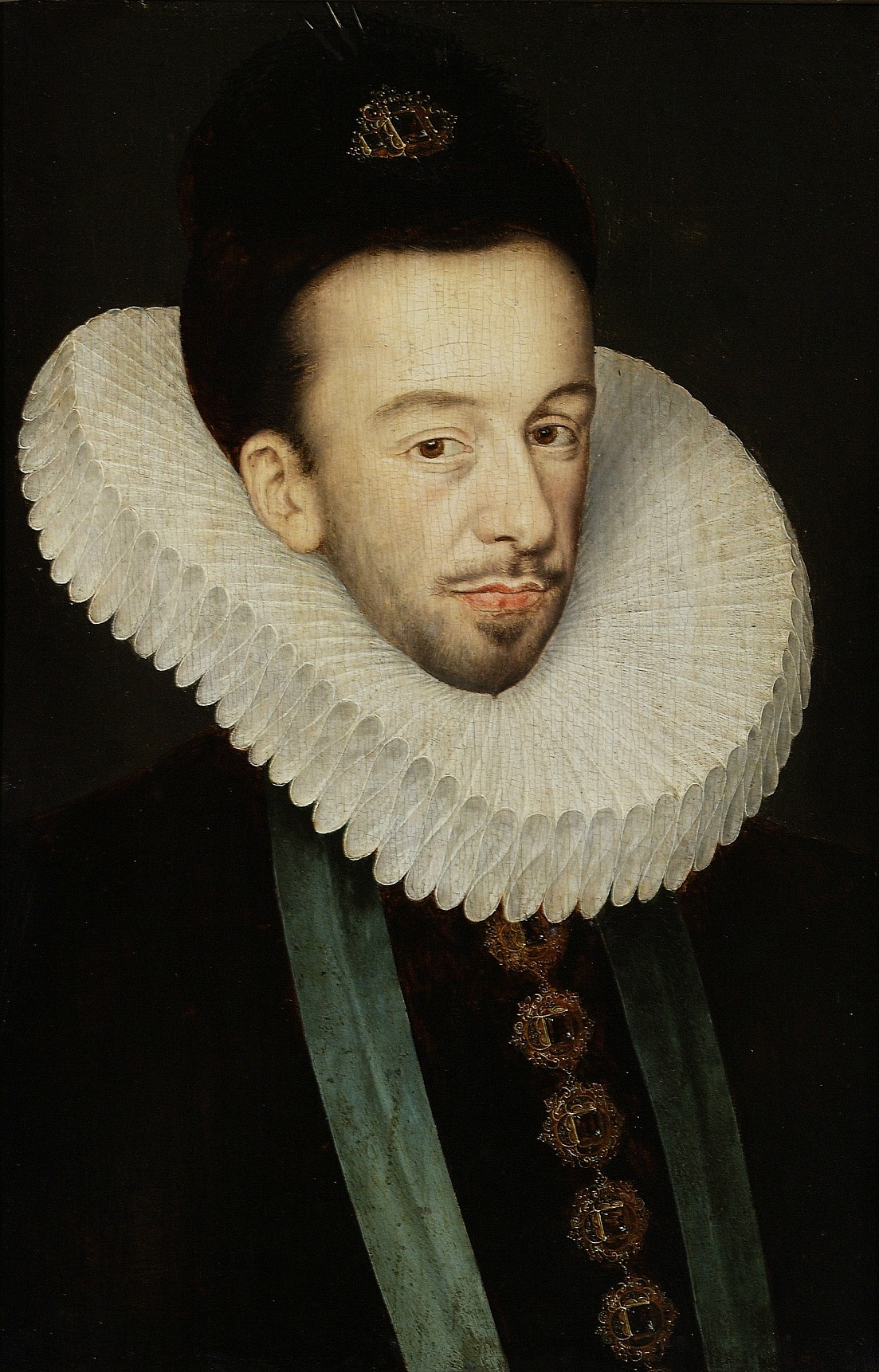
Portret al lui Henri Valois.

După decesul regelui Sigismund al II-lea August la 7 iulie 1572, diplomatul francez Jean de Monluc a fost trimis ca reprezentant francez în Polonia pentru a negocia alegerea lui Henric la tronul polonez în schimbul sprijinului militar împotriva Rusiei, asistență diplomatică cu Imperiul Otoman, și subvenții financiare.
La 16 mai 1573, nobilii polonezi l-au ales pe Henric ca primul monarh ales al Comunității polono-lituaniene. Nobilii lituanieni au boicotat alegerile și rămas în grija Consiliul ducal lituanian să confirme alegerea.
O delegație poloneză a mers la La Rochelle să se întâlnească cu Henric care conducea asediul de La Rochelle. Henric a părăsit asediul în urma vizitei lor. La Paris, la 10 septembrie, delegația poloneză a cerut ca Henric să depună jurământul, la Catedrala Notre Dame, să "respecte libertățile tradiționale poloneze și legea cu privire la libertatea religioasă care fusese adoptată în timpul interregnum". Ca condițiile pentru alegerea sa, el a fost obligat să semneze Pacta conventa  și articolele Henrician, promițând toleranță religioasă în comunitatea polono-lituaniană.
Henric a fost iritat de restricțiile puterii monarhice în sistemul politic polono-lituanian a Libertății de Aur. Anna Jagiellon, sora regelui decedat Sigismund al II-lea Augustus, a cerut parlamentului polono-lituanian să-l aleagă pe Henric pe baza înțelegerii că Henric s-ar căsători cu Anna după aceea.
În ianuarie 1574 Henric a ajuns la granița Poloniei. La 21 februarie a avut loc încoronarea lui Henric la Kraków. La mijlocul lunii iunie 1574, după ce a aflat de moartea fratelui său, regele Carol al IX-lea al Franței, Henric a părăsit Polonia și s-a întors în Franța. Absența lui Henric a provocat o criză constituțională pe care Parlamentul a încercat să o rezolve notificând-l pe Henric că tronul lui va fi pierdut dacă nu se va întorce din Franța până la 12 mai 1575. Neîntoarcerea sa a determinat Parlamentul să declare tronul vacant.
Scurta domnie a lui Henric la Castelul Wawel din Polonia a fost marcată de un conflict de culturi între polonezi și francezi. Tânărul rege și suita sa au fost uimiți de mai multe practici poloneze și dezamăgiți de sărăcia din mediul rural și climatul aspru al țării. Polonezii, pe de altă parte, se întrebau dacă toți francezii erau preocupați de aspectul lor așa cum părea noul rege să fie.
În multe aspecte, cultura poloneză a avut influențe pozitive în Franța. La Wawel, francezii au văzut noile tehnologii de facilități septice, în care litiera (excremente) erau aruncate în afara zidurilor castelului. La întoarcerea în Franța, Henric a ordonat construirea de astfel de instalații și la Luvru și în alte palate. Alte invenții introduse francezilor de către Polonia a inclus baia reglementată cu apă caldă și rece. Henriic al III-lea (1551-1589) [...] este larg creditat ca fiind cel care a introdus furculița în Franța.

## Domnia franceză (1575–1589)
Henric a fost încoronat rege al Franței la 13 februarie 1575 la Catedrala Reims. Deși se aștepta să producă un moștenitor după ce s-a căsătorit cu Louise de Lorena la 14 februarie 1575, nici un copil nu a rezultat din uniunea lor.
În 1576, Henric a semnat Edictul de la Beaulieu prin care a garantat multe concesii hughenoților, autorizând cultul "în toate orașele și localitățile regatului, provincii sub dependența și ocrotirea regelui, fără restricții de timp și persoane". În urma acțiunilor sale, activistul catolic Henric I, Duce de Guise a format Liga Catolică. După multe negocieri Henric a fost obligat să anuleze cele mai multe dintre concesiile făcute.
Ambiția lui Henric de Guise țintește tronul Franței. EL pretinde că se trage din Carol cel Mare, iar partizanii săi evidențiază contrastul dintre decăderea familiei capețiene și vigoarea ramurii carolingiene.
În 1584, fratele mai mic al regelui și moștenitorul prezumptiv la tron, Francisc, Duce de Anjou, a murit. Conform Legii Salice următorul moștenitor la tron era protestantul Henric de Navara, un descendent al regelui Ludovic al IX-lea cel Sfânt. La sfaturile mamei sale, Henric al III-lea se apropie de Liga Catolică și emite un edict de suprimare a protestantismului și alte concesii. La 9 septembrie, Papa Sixt al V-lea declară pe Henric de Navara privat de toate drepturile sale la tron.
Henric de Navara obține la 20 octombrie 1587 o strălucită victorie asupra trupelor regale conduse de ducele de Joyeuse. Regele înclină către o înțelegere cu vărul său de Navara și îi interzice ducelui de Guise să vină la Paris. În ciuda interdicției acesta își face o intrare triumfală la 9 mai 1588. Este semnalul Zilei Baricadelor (12 mai 1588) în urma căreia lui Henric al III-lea nu-i rămâne decât fuga. Regina mamă moare la 5 ianuarie 1589 iar regele se apropie de vărul său de Navara pentru a înfrunta violențele Ligii catolice. În acest timp, la Paris, cei șaisprezece  reprezentanți ai cartierelor au format un guvern revoluționar sub conducerea ducelui de Mayenne, fratele ducelui de Guise. 
Armata regală unită cu armata protestantă au venit să asedieze Parisul la sfârșitul lunii iulie. În aceste împrejurări, iacobinul Jacques Clément l-a înjunghiat la Saint-Cloude pe regele Franței în ziua de 31. Înainte să moară la 2 august Henric al III-lea îl recunoaște pe Henric de Navara ca urmaș.